# Мурзагалиев, Темирлан Мейрамбекулы
Темирлан Мейрамбекулы Мурзагалиев (каз. Темірлан Мейрамбекұлы Мұрзағалиев; род. 4 августа 2006, Казахстан) — казахстанский футболист, защитник клуба «Кайсар» и сборной Казахстана до 19 лет.

## Клубная карьера
Футбольную карьеру начинал в 2024 году в составе клуба «Кайсар Жас» в первой лиге. 10 апреля 2024 года в матче против клуба «SD Family» (0:3) дебютировал в первой лиге Казахстана, выйдя на замену на 46-й минуте вместо Руслана Дуйсенбаева. 4 июля 2024 года в матче против клуба «Хан-Тенгри» (2:4) забил дебютный мяч в первой лиге Казахстана. 21 июля 2024 года в матче против клуба «Тобол» Костанай (5:1) дебютировал в Кубке Лиги Казахстана, выйдя на замену на 46-й минуте вместо Виталия Приндеты. 2 марта 2025 года в матче против клуба «Женис» дебютировал в казахстанской Премьер-лиге (0:0).

## Карьера в сборной
7 сентября 2024 года дебютировал за сборную Казахстана до 19 лет в матче против сборной Ирландии до 19 лет (1:3), выйдя на замену на 81-й минуте вместо Данияра Ерлана.

## Клубная статистика
| Клуб             | Сезон            | Лига | Лига | Кубки | Кубки | Еврокубки | Еврокубки | Итого | Итого |
| Клуб             | Сезон            | Игры | Голы | Игры  | Голы  | Игры      | Голы      | Игры  | Голы  |
| ---------------- | ---------------- | ---- | ---- | ----- | ----- | --------- | --------- | ----- | ----- |
| Кайсар           | 2024             | —    | —    | 1     | 0     | —         | —         | 1     | 0     |
| Кайсар           | 2025             | 1    | 0    | —     | —     | —         | —         | 1     | 0     |
| Кайсар           | Итого            | 1    | 0    | 1     | 0     | —         | —         | 2     | 0     |
| → Кайсар Жас     | 2024             | 22   | 3    | —     | —     | —         | —         | 22    | 3     |
| → Кайсар Жас     | Итого            | 22   | 3    | —     | —     | —         | —         | 22    | 3     |
| → Кайсар-Шиели   | 2024             | 2    | 0    | —     | —     | —         | —         | 2     | 0     |
| → Кайсар-Шиели   | Итого            | 2    | 0    | —     | —     | —         | —         | 2     | 0     |
| Всего за карьеру | Всего за карьеру | 25   | 3    | 1     | 0     | —         | —         | 26    | 3     |